# Клифърд Гиърц
Клифърд Джеймс Гиърц (на английски: Clifford James Geertz) е американски антрополог и социолог, баща на интерпретативната антропология. Почетен професор в Центъра за академични изследвания в Принстън до самата си смърт.

## Биография
Роден е на 23 август 1926 година в Сан Франциско, САЩ. В последните години на Втората световна война служи във флота на САЩ (1943 – 45). Бакалавърска степен получава в колежа „Антиох“ (1950). Защитава докторат по социална антропология в Харвардския универитет (1956), след което работи в няколко различни висши учебни заведения, преди да стане член на академичния състав на Чикагския универитет (1960 – 70). Става професор по социални науки в Центъра за академични изследвания към Принстънския университет (1970 – 2000), след което е обявен за почетен професор.
Първата му съпруга е антроположката Хилдред Гиърц. Антроположка е и втората му съпруга – Карен Блу.
Клифърд Гиърц умира поради усложнения след сърдечна операция на 30 октомври 2006 година във Филаделфия.

## Идеи и творчество
Основните трудове на Гиърц са посветени на традиционните религии и култури на Югоизточна Азия и Северна Африка, на елементите от традицията в съвременния свят. Участва в проекти на Едуард Шилс и Толкът Парсънс, един от преподавателите му в Харвард. Близък е до структурния функционализъм в изучаването на обществата и религиозните системи (Робърт Бела и др.). Във фокуса на изследванията си поставя символните аспекти на колективни дейности като обичаите, ритуалите, празниците, в тяхната връзка с общите възгледи на хората за света и специфичното им „етическо“ отношение към света. Гирц се превръща в основател на „символическата“ или „интерпретативната“ антропология, налагаща в полето на антропологията категории на херменевтиката и аналитичната философия на езика.
Популярност му носи една серия от студии с обобщаващ характер: „Религията като културна система“, „Идеологията като културна система“, „Изкуството като културна система“ и „Здравият разум като културна система“.

## Влияние и признание
Трудовете му в резултат от полеви изследвания – монографията върху боя с петли на о. Бали („Дълбинната игра“), статията „Личността, времето и поведението на Бали“ и други, се превръщат в научна класика.
Гиърц оказва влияние върху социалните науки от края на XX век, върху целия кръг от дисциплини, изследващи културата (на английски: cultural studies), но едно течение в историята на културата и литературата го обявява дори за свой вдъхновител – това е Новият историцизъм с лидер Стивън Грийнблат.
Гиърц е носител на Националната награда за критика (1989) за книгата „Трудове и живот: Антропологът като автор“. Книгите му са преведени на много езици, включително турски и китайски.
Почетен доктор е на 15 колежа и университета, сред които Харвардския университет, Чикагския университет и университета в Кеймбридж. Носител е на Наградата на Асоциацията за изследвания на Азия (на английски: Association for Asian Studies (AAS)) за изключителен принос в изследването на културата на Азия (1987).

## На български
- „Интерпретация на културите“ (превод Мария Кръстева). – В: Идеи в културологията, т.I, София: УИ „Св. Климент Охридски“, 1990, с. 526 – 557.
- „Здравият разум като културна система“. – Б: АВС на етнологията, т.2, София: УИ „Св. Климент Охридски“, 1999, с. 485 – 501
- „Интелигентният дивак: върху работата на Клод Леви-Строс“ (превод Юлия Йорданова). – В: сп. Летература, 2000, кн. 23, с. 3 – 10.
- „Дълбока игра: бележки върху боя с петли на остров Бали“ (превод Даниела Колева). – В: В паяжината на смисъла. Текстове по символна антропология, съст. Борис Николов и Румен Даскалов, София: ЛИК, 2000. с. 133 – 176
- „От гледната точка на местния човек: за природата на атропологическото разбиране“ (превод Даниела Колева). – В: В паяжината на смисъла. Текстове по символна антропология, съст. Борис Николов и Румен Даскалов, София: ЛИК, 2000. с. 177 – 193
- „Смесените жанрове: преобразуванията на социалната мисъл“ (превод Гергана Попова). – В: сп. Nota Bene, № 17 (2010): Вавилон